# Víctor Beltrán
Víctor Manuel Beltrán Reveco (Santiago, 3 de octubre de 1932-21 de marzo de 2023) fue un futbolista chileno que se desempeñaba como puntero o interior izquierdo. Formó parte del plantel campeón de Santiago Wanderers en 1958.

## Trayectoria
Debutó en 1951 en Iberia, y actuó en ese club hasta 1956, cuando fue transferido a Santiago Wanderers. En 1957 fue mandado a préstamo a Santiago Morning, que actuaba en el Segunda División. En ese año el equipo llegó a la final por el ascenso, pero perdió 1:0 frente a Deportes La Serena.
En 1958 volvió a Santiago Wanderers, e integró el equipo campeón de ese año. Esa temporada realizó tres goles, y actuó en el partido decisivo frente a O'Higgins en Rancagua.
En 1960 llegó a Deportes Temuco, y al año siguiente se consagró en el Campeonato Regional. Luego pasó a Unión Española, Ñublense y terminó su carrera en Concepción, en el Gente de Mar.

## Clubes
| Club               | País  | Año       |
| ------------------ | ----- | --------- |
| Iberia             | Chile | 1951-1955 |
| Santiago Wanderers | Chile | 1956      |
| Santiago Morning   | Chile | 1957      |
| Santiago Wanderers | Chile | 1958-1959 |
| Deportes Temuco    | Chile | 1960-1961 |
| Unión Española     | Chile | 1962-1963 |
| Ñublense           | Chile | 1964      |
| Gente de Mar       | Chile | 1965      |

## Palmarés

### Campeonatos nacionales
| Título              | Club               | País  | Año  |
| ------------------- | ------------------ | ----- | ---- |
| Primera División    | Santiago Wanderers | Chile | 1958 |
| Campeonato Regional | Deportes Temuco    | Chile | 1961 |